# Раупах, Роман Романович фон
Рома́н Рома́нович фон Ра́упах, иногда в документах Александр Робертович, имя при крещении: Александр-Роберт-Карл-Рихард Робертович фон Раупах (20 ноября (2 декабря) 1870, Санкт-Петербург — 20 декабря 1943, Хельсинки) — русский юрист, военный следователь, полковник.
Известен тем, что 17 ноября 1917 года, находясь на фактическом посту председателя комиссии, созданной для расследования обстоятельств дела бывшего Верховного главнокомандующего Русской армии генерала Корнилова, выдал направленному из Ставки офицеру фиктивное решение комиссии об освобождении всех заключённых в Быхове участников корниловского выступления. Этим он дал возможность Корнилову, Деникину, Маркову и ряду других содержавшихся в тюрьме генералов и офицеров бежать на Дон и создать Добровольческую армию — основу Белого движения на Юге России в годы Гражданской войны. Автор воспоминаний «Facies Hippocratica (Лик умирающего)», которые были впервые изданы в России в 2007 году, после чего стали заметным источником по истории революции 1917 года в России.

## Биография

### Детство
Фон Раупах родился 20 ноября 1870 года в Санкт-Петербурге в семье начальника почтового отделения, коллежского асессора и отставного прапорщика Роберта-Рихарда фон Раупаха и Елизаветы-Антонии Мейер. Предки семейства фон Раупах были немецкого происхождения и прибыли в Россию из Силезии в начале XIX века. Семья исповедовала лютеранство, и мальчик был крещён в евангелическо-лютеранской церкви Святой Екатерины в Санкт-Петербурге под именем Александр-Роберт-Карл-Рихард. В дальнейшем, в официальных документах фон Раупах именовался как Роман Романович, реже — Александр Робертович; в Высочайших приказах именовался Александром фон-Раупахом.

### Военная служба
Фон Раупах окончил 2-й кадетский корпус и 31 августа 1890 года зачислен юнкером во 2-е военное Константиновское училище, из которого выпущен 4 августа 1892 года с производством в чин подпоручика (со старшинством в чине с 5 августа 1891 года) в 66-й пехотный Бутырский полк. 1 июня 1896 года произведён в поручики (со старшинством с 5 августа 1895 года). Выбрал юридическую карьеру и поступил в Александровскую военно-юридическую академию, которую окончил в 1901 году по 1-му разряду. Находясь в академии, 10 октября 1900 года был произведён в штабс-капитаны (со старшинством с 6 мая 1900 года), а 23 мая 1901 года, в связи с окончанием академии и «за отличные успехи в науках» награждён чином капитана.
В конце 1890-х годов фон Раупах, будучи в академии слушателем лекций историка С. Ф. Платонова, принял участие в сборе и подготовке материалов для издания первого варианта «Лекций по русской истории», под редакцией Платонова, изданных в 1899 году, что сделало его соавтором этой книги.

### Работа в судебных учреждениях
15 июня 1902 года капитан фон Раупах «влился в особую касту» военных юристов Российской империи, будучи назначенным кандидатом на военно-судебную должность при Кавказском военно-окружном суде в Тифлисе, и несколько лет выступал военным адвокатом в судах. 6 декабря 1905 года его служба была отмечена орденом Святого Станислава 3-й степени. Пройдя аттестацию, 9 февраля 1906 года Раупах был назначен помощником военного прокурора этого же суда, превратившись из защитника в обвинителя.
Произведённый 2 апреля 1906 года в подполковники, 1 мая того же года фон Раупах был назначен помощником военного прокурора Виленского военно-окружного суда, а 13 июня 1907 года — помощником военного прокурора Петербургского военно-окружного суда. 21 августа 1908 года он был переведён на должность судебного следователя Петербургского военно-окружного суда. В столице ему довелось принимать участие в ряде дел, связанных с терроризмом, и на одном из них фон Раупах познакомился с известным к тому времени адвокатом Александром Керенским. 6 декабря 1908 года был награждён орденом Святой Анны 3-й степени.
18 апреля 1910 года фон Раупах произведён в полковники, а в 1911 году переведён судебным следователем в Гельсингфорс, где с 1913 года исполнял обязанности военного прокурора. 6 декабря 1913 года награждён орденом Святого Станислава 2-й степени.

### Первая мировая война
С началом Первой мировой войны, оставаясь на своей должности, фон Раупах был прикомандирован в качестве военного прокурора к штабу 22-го армейского корпуса и отбыл на фронт. В этот период он увлёкся фотографией, что пригодилось также в военных целях: за удачно проведённую разведку с применением фотографирования у горы Козюва фон Раупах был 23 ноября 1914 года награждён орденом Святой Анны 2-й степени с мечами.
Фон Раупах сопровождал 22-й корпус в период боёв в Восточной Пруссии и Карпатах, а 6 июля 1915 года был назначен заведующим военно-судной частью штаба 11-й армии. Вскоре начальство распорядилось возвратить фон Раупаха в Гельсингфорс, и 2 марта 1916 года он вновь занял должность военного следователя Петроградского военно-окружного суда.
19 февраля 1916 года его служба в военных условиях была отмечена орденом Святого Владимира 4-й степени (объявлено в приказе 28 февраля 1916 года), а 14 июля 1916 года — орденом Святого Владимира 3-й степени (объявлено в приказе 4 августа 1916 года).
После Февральской революции фон Раупах был назначен членом учреждённой Временным правительством 4 марта 1917 года «Чрезвычайной следственной комиссии для расследования противозаконных по должности действий бывших министров, главноуправляющего и прочих высших должностных лиц как гражданского, так и военного и морского ведомств» (ЧСК).

### Действия во время побега быховских узников

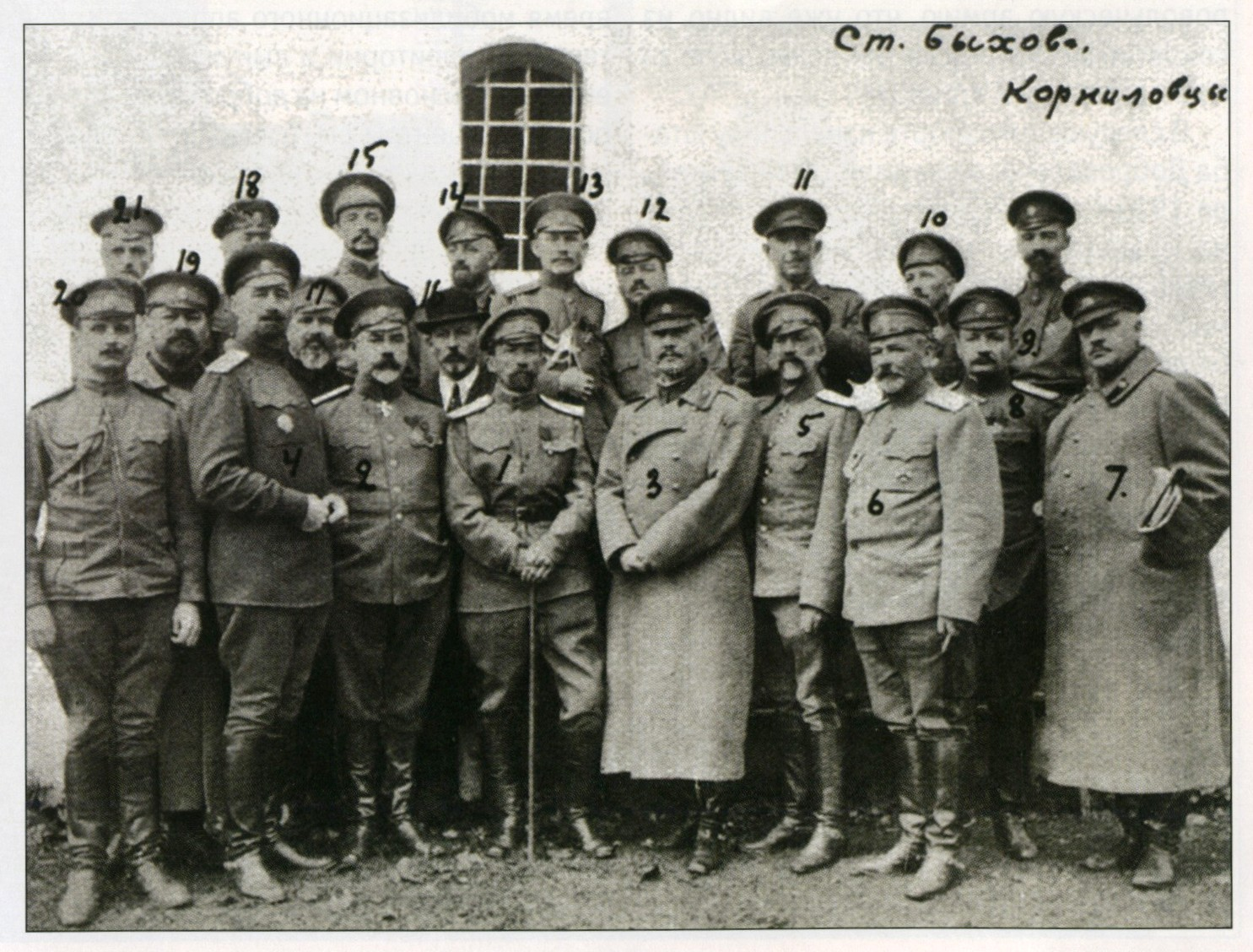
Группа арестованных генералов и офицеров во главе с Корниловым в период Быховского заточения. По номерам: 1. Л. Г. Корнилов; 2. А. И. Деникин; 3. Г. М. Ванновский; 4. И. Г. Эрдели; 5. Е. Ф. Эльснер; 6. А. С. Лукомский; 7. В. Н. Кисляков; 8. И. П. Романовский; 9. С. Л. Марков; 10. М. И. Орлов; 11. А. Ф. Аладьин; 12. А. П. Брагин; 13. В. М. Пронин; 14. прапорщик С. Ф. Никитин; 15. прапорщик А. В. Иванов; 16. И. В. Никаноров (Никоноров); 17. Л. Н. Новосильцев; 18. Г. Л. Чунихин; 19. И. А. Родионов; 20. И. Г. Соотс; 21. В. В. Клецанда. Осень 1917 года

Через шесть месяцев после начала работы в ЧСК полковнику фон Раупаху было поручено войти в состав образованной 31 августа 1917 года Чрезвычайной следственной комиссии по делу о Верховном Главнокомандующем генерале Корнилове и в связи с этим выйти из состава предыдущей комиссии. Председателем комиссии был назначен военно-морской прокурор И. С. Шабловский, а её членами, кроме фон Раупаха, военный юрист полковник Н. П. Украинцев и судебный следователь Н. А. Колоколов. Несмотря на давление со стороны Керенского, требовавшего обвинительного приговора, комиссия сформировала непредвзятое отношение к обвиняемым, которое вскоре перешло в сочувствие. Первым обоснованием необходимости повременить с приговором стало основание о необходимости рассмотрения дела «Корниловской группы», содержавшейся в Быхове, совместно с «Деникинской группой», содержавшейся в Бердичеве, для чего бердичевских узников необходимо было переправить в Быхов, что и было осуществлено в сентябре.
По инициативе членов комиссии, и в частности фон Раупаха, в сентябре 1917 года была опубликована телеграфная лента переговоров Керенского и Корнилова, представившая Корнилова в выгодном свете в глазах общественности. Петроградский совет заинтересовался поворотом расследования и даже включил в комиссию дополнительно двух своих членов: В. Н. Крохмаля и М. И. Либера. 8 октября комиссией в качестве свидетеля был допрошен и Керенский.
После захвата большевиками власти в Петрограде 25—26 октября 1917 года Временное правительство было низложено. И. С. Шабловский, ранее производивший следствие о восстании большевиков в июле 1917 года, скрылся. Тем самым пост главы комиссии стал вакантным, и обязанности председателя возложил на себя фон Раупах. Сама комиссия была переименована большевиками из Чрезвычайной в Высшую, и в её состав были введены матрос и фельдшер, которые де-факто выполняли роль статических наблюдателей и не вмешивались в её работу.
Утром 17 ноября 1917 года фон Раупах, находящийся в Адмиралтействе, через капитана Чунихина получил записку от генерала Л.Г. Корнилова, в которой было изложено предостережение, что все быховские узники могут стать жертвами расправы солдат, покидающих фронт, если не будут в ближайшее время освобождены из-под ареста. Фон Раупах взял бланк комиссии и на печатной машинке набрал на нём вымышленный приказ об освобождении быховских узников в связи с внесением за них залога. Документ был зарегистрирован и снабжён печатью Высшей следственной комиссии, однако своей подписи на нём фон Раупах не поставил (подписи Раупаха и Украинцева были подделаны позднее, без участия фон Раупаха). Приказ был передан Чунихину и 19 ноября 1917 года доставлен в Быхов. В тот же день исполняющим обязанности верховного главнокомандующего Русской армией Н. Н. Духониным, который получил данную бумагу, было отдано распоряжение (оказавшееся для него последним) об освобождении генералов, арестованных в связи с Корниловским выступлением в августе 1917 года. Для выполнения распоряжения он командировал в Быхов, где содержались под арестом в бывшем католическом монастыре быховские узники, полковника П. А. Кусонского. Кусонский передал приказ коменданту тюрьмы полковнику Эрхардту. Эрхардт поначалу усомнился в подлинности бумаги, но под давлением узнавших о приказе текинцев, охранявших Корнилова и приветствовавших распоряжение об освобождении, выпустил арестованных. Вечером 19 ноября все находившиеся в быховской тюрьме генералы и офицеры покинули Быхов.
Полковник Украинцев, чья подпись на приказе также была подделана, не отрицал решающую роль фон Раупаха в возникновении данного документа.

### Эмиграция
Вскоре после побега Корнилова 21 ноября к фон Раупаху прибыл большевистский народный комиссар юстиции П. И. Стучка, который поинтересовался причинами вынесения такого приказа членами комиссии, на что фон Раупах сообщил о том, что подобный приказ комиссия не издавала, но юридически причин продолжать удерживать Корнилова на данный момент уже не существовало по причине того, что он обвинялся в мятеже против власти, которая уже была свергнута. Личное знакомство фон Раупаха и Стучки позволило избежать ему ареста.
В декабре 1917 года фон Раупах, пользуясь такой возможностью, выехал в Финляндию, где находилась его семья, и больше в Советскую Россию не возвращался. Уже в разгар Гражданской войны бывший военный юрист получил предложение от генерала Николая Юденича занять пост в его формирующейся в Эстонии армии, однако полковник фон Раупах ответил, что «при всём сочувствии этому начинанию», «благоприятный исход его» он считал «совершенно исключённым».
В дальнейшем фон Раупах работал юридическим консультантом русской общины в Финляндии, где занимался отстаиванием интересов русских образовательных учреждений. С октября по декабрь 1918 года и с 1920 по 1924 год он занимал пост председателя Совета общества «Русская Колония в Финляндии». После 1924 года отошёл от активной общественной и юридической деятельности и посвятил себя написанию мемуаров. Им была написана книга воспоминаний «Facies Hippocratica (Лик умирающего)», которая впервые издана в России в 2007 году, после чего стала заметным источником по истории революции 1917 года в России.
Скончался в Хельсинки 20 декабря 1943 года. Похоронен на православном кладбище в Хельсинки в районе Лапинлахти.

## Семья
- Дочь — Ирина Романовна Бьёркелунд (21 апреля 1908, Санкт-Петербург — 14 июля 2010, Хельсинки)[31].

## Публикации
- Платонов С. Ф., Блинов И, Раупах Р. Р. Лекціи по русской исторіи профессора Платонова: читанныя в 1898-99 учебн. году на Высших женских курсах, в Императорском С.-Петербургском университетѣ и в Военно-юридической академіи. — СПб.: Столичная скоропечатня, 1899. — Т. 1.
- Раупах Р. Р. Facies Hippocratica (Лик умирающего). Воспоминания члена Чрезвычайной Следственной Комиссии 1917 года / ред. и коммент. С. А. Манькова. — СПб.: Алетейя, 2007. — 416 с. — (Мемуары). — 1500 экз. — ISBN 978-5-903354-89-4.